# Hovnan Derderian
Hovnan Derderian (Taufname: Vahram, * 1. Dezember 1957 in Beirut, Libanon) ist der gegenwärtige Erzbischof der Westlichen Diözese der Armenischen Apostolischen Kirche in Nordamerika (Katholikat Etschmiadsin).
1970 bis 1975 wurde er im theologischen Seminar des Kilikischen Katholikats ausgebildet und setzte danach seine Studien in Etschmiadsin fort. 1980 wurde er durch Katholikos Wasgen I. zum zölibatären Priester geweiht und nahm den Mönchsnamen Hovnan an. 1980 bis 1983 studierte er in Oxford und unterrichtete ab 1983 in Etschmiadsin Kirchengeschichte und Kirchenmusik. 1984 wurde er zum Vardapet promoviert. Ab 1984 wirkte er als Seelsorger in Kanada. 1990 wurde er zum Primas der Diözese Kanada gewählt und am 7. Oktober 1990 durch Vazken I. in Etschmiadsin zum Bischof geweiht. 1993 erhielt er den Titel eines Erzbischofs. Am 3. Mai 2005 wählte ihn die Jahresversammlung der Westlichen Diözese der USA zu ihrem Primas.